# Abu Bakr Ibn Mujahid
 (octobre 2017).
Abû Bakr Ibn Mujâhid, de son nom complet Abû Bakr Ahmad Ibn Mûsâ Ibn Mujâhid de Tamîm (en arabe : أبو بكر أحمد بن موسى بن مجاهد التميمي) est un savant musulman né à Bagdad en 859 ou 860 et mort en 936. Il étudia le Coran et les hadiths à Bagdad. Il est surtout célèbre pour avoir établi les sept lectures canoniques du Coran (Qira'at),. Il est connu également pour avoir délivré l'accusation d'exégèse coranique hérétique qui rouvrit le procès de Mansur al-Hallaj, et mena finalement à son exécution sous le règne du calife abbasside al-Muqtadir.

## Sources
- (en) Cet article est partiellement ou en totalité issu de l’article de Wikipédia en anglais intitulé « Abu Bakr Ibn Mujāhid » (voir la liste des auteurs).